# عزيز كبوش
عزيز كبوش (بالفرنسية: Azize Kabouche)‏ هو ممثل ومخرج فرنسي من مواليد 28 أغسطس 1960 بمدينة ليون. متزوج من الممثلة الكوميدية الفرنسية سيسيليا هورنوس.

## روابط خارجية
- عزيز كبوش على موقع IMDb (الإنجليزية)
- عزيز كبوش على موقع ألو سيني (الفرنسية)
- عزيز كبوش على موقع ألو سيني (الفرنسية)
- عزيز كبوش على موقع قاعدة بيانات الفيلم (الإنجليزية)